# Chthiononetes
Chthiononetes tenuis es una especie de araña araneomorfa de la familia Linyphiidae. Es el único miembro del género monotípico Chthiononetes.

## Distribución
Es un endemismo de Australia Occidental donde se encuentra en el parque nacional Cabo Cordillera.